# Robert Thedy
Robert Thedy (* 31. März 1889 in München; † 1971 ebenda) war ein deutscher Landrat.

## Leben
Nach dem Abitur am Ludwigsgymnasium München absolvierte Robert Thedy ein Studium der Rechtswissenschaften an der Ludwig-Maximilians-Universität München und kam anschließend – unterbrochen durch den Kriegsdienst – in den juristischen Vorbereitungsdienst, nachdem er die erste juristische Staatsprüfung abgelegt hatte. Das große juristische Staatsexamen (früher Staatskonkurs) folgte 1919. Er fand zunächst Verwendung bei der Regierung von Unterfranken und wurde zum 1. Dezember 1919 Bezirksamtsassessor beim Bezirksamt Miltenberg. Thedy kam 1922 in das Staatsministerium des Innern, wo er 1926 den Titel und Rang eines Regierungsrats I. Klasse erhielt. Am 1. Oktober 1932 begann er seine Tätigkeit als Bezirksamtsvorstand (ab 1939 Landrat) beim Bezirksamt Kaufbeuren (ab 1939 Landkreis Kaufbeuren). Diese Verwaltung leitete er bis zu seiner Abordnung zur Bayerischen Versicherungskammer zum 31. Januar 1942. Dort wurde er am 1. Dezember 1944 zum Regierungsdirektor ernannt.
Am 23. August 1945 seines Amtes enthoben, wurde er im anschließenden Entnazifizierungsverfahren am 18. Mai 1947 durch die Spruchkammer München als Mitläufer eingestuft. Er fand erneut Beschäftigung bei der Versicherungskammer, wo er 1950 zum Leitenden Regierungsdirektor aufstieg. Zum 1. April 1954 ging er in den Ruhestand.
Thedy war zum 1. Mai 1937 in die NSDAP (Mitgliedsnummer 4.428.359) eingetreten. In der Motor-SA war er seit 1934 tätig und war auch Mitglied im Nationalsozialistischen Kraftfahrkorps.